# Agudas Chassidei Chabad

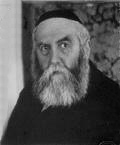
Joseph Jizchak Schneersohn (1933)

Agudas Chassidei Chabad (Union der Chabad-Chassidim oder Vereinigung der Chabad-Chassidim, auch bekannt unter dem Akronym „Aguch“) ist der weltweite Dachverband für die Chabad-Lubawitsch-Bewegung. Er hat seinen Sitz im Stadtteil Brooklyn in New York und koordiniert nach eigenen Angaben die Arbeit von weltweit mehr als 3.000 Einrichtungen der Lubawitsch-Bewegung.

## Geschichte
Auf Anregung des sechsten Rebbe der Chabad-Dynastie, Joseph Jizchak Schneersohn, der damals noch in Russland lebte, wurde 1924 durch Anhänger der Bewegung in New York die Vorläuferorganisation Agudas HaChassidim Anshei Chabad gegründet. Im Jahre 1940, als Schneersohn sich in New York niederließ, wurde der religiöse Verein Agudas Chassidei Chabad eingetragen; als Vereinszweck wurde u. a. die Gründung und der Unterhalt eines Tempels gemäß den chassidischen Ritualen den Judentums und der Ankauf entsprechender Immobilien angegeben. Im August desselben Jahres erwarb der Verein ein Haus in neugotischem Stil in dem Stadtviertel Crown Heights in Brooklyn, das bis heute die zentrale Synagogue der Chabad-Bewegung ist, nach seiner Adresse als 770 Eastern Parkway bekannt ist und in der Folgezeit als Hauptsitz der Bewegung so berühmt wurde, das zahlreiche Chabad-Gruppierungen es nachbauten. Nach der Eigendarstellung soll der Dachverband dazu dienen, alle Chabad-Chassiden in einer einzigen Gruppe zu vereinen, ihre seelische Verbindung mit dem Rebbe zu vertiefen und chassidische Mission zu betreiben.
Als der Nachfolger und Schwiegersohn des Vereinsgründers Schneersohn, Menachem Mendel Schneerson, 1994 starb, ohne einen Nachfolger zu ernennen, hinterließ er seinen gesamten Besitz, auf weniger als 50.000 Dollar geschätzt, dem Verein, der damals von einem Konsortium von 22 Mitgliedern verwaltet wurde.

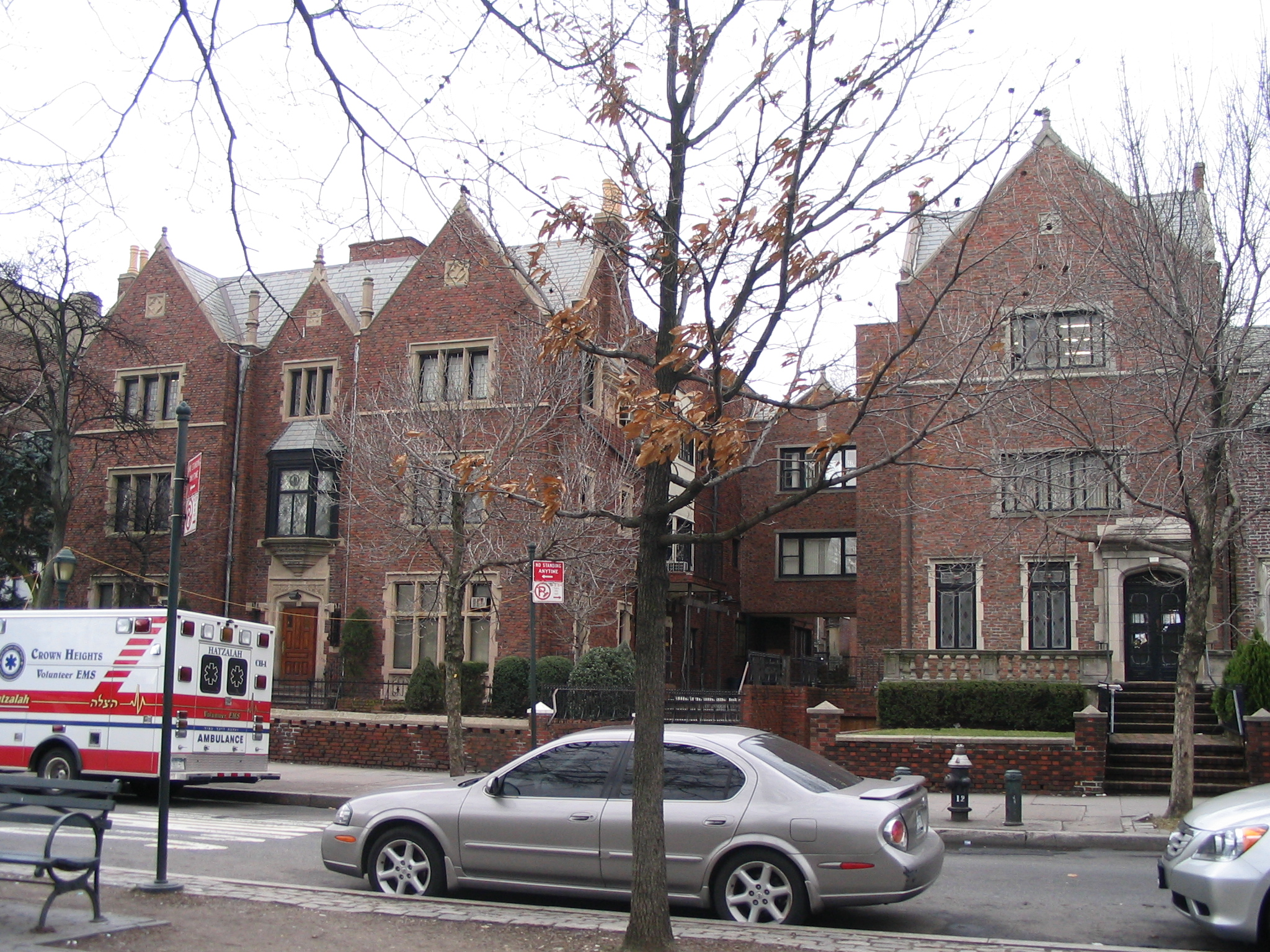
770 Eastern Parkway, die Zentrale der Chabad-Bewegung in Crown Heights

In der Presse erschien der Verein gelegentlich durch Gerichtsverfahren des Vereins gegen Gruppierungen der Chabad-Bewegung, die nicht mit dem Zentralrat konform gingen, so z. B. als 2003 ein Gerichtshof von Los Angeles dem Dachverband eine Schule und Immobilien im Wert von 2 Millionen Dollar zusprach, die bis dahin von einer örtlichen Chabad-Gruppe verwaltet worden waren. Der Verein machte ebenfalls Schlagzeilen als Schneersons Nachlassverwalter, der Rabbi Yehudah Krinsky, 2011 ein Zwangsräumung gegen die Verwalter der 770 Eastern Parkway-Synagogue anordnete, um die Kontrolle über das Gebäude wiederzuerlangen. Hintergrund war ein Gerichtsverfahren veranlasst durch eine Tafel, die Krinsky an der Fassade hatte anbringen lassen, um das Gedächtnis des verstorbenen Rebbe zu ehren, die aber von vielen Gemeindemitgliedern abgelehnt wurde, da sie Schneerson für den Messias und damit für unsterblich hielten. Ein Jahr vorher hatte ein New Yorker Gericht dem Agudas-Verein die Kontrolle über das Gebäude zugesprochen.
Seit 2004 prozessiert der Verein gegen Russland um die Herausgabe einer Büchersammlung aus dem Besitz des Rabbiners Schneersohn, die seit Anfang des 20. Jh. in staatlicher Hand ist und tausende religiöser Texte enthält. Russland betrachtet die Sammlung als nationales Kulturgut und verzichtet seit 2009 auf Teilnahme an den Gerichtsverhandlungen. Ein amerikanisches Gericht gab 2010 dem Agudas-Verein recht, und 2013 erlegte ein New Yorker Richter Russland ein Bußgeld von 50.000 Dollar pro Tag auf, solange die Sammlung nicht herausgegeben würde, was zu diplomatischen Spannungen führte. Agudas verklagte Russland 2022 auch vor einem israelischen Gericht. Im selben Jahr kündigte Russland ein Einreiseverbot für drei Mitglieder des Verwaltungsrates von Agudas an, unter ihnen der Vorsitzende, Avraham Shemtov und der Sekretär, Yehuda Krinsky, was von Chabad als Revanche für den Prozess interpretiert wurde.

## Struktur
Der Verwaltungsrat besteht derzeit aus 17 Mitgliedern, alle mit Rang eines Rabbiners, von denen 7 den Vorstand bilden. Der Vorsitzende des Vereins ist (Stand: 2022) der Rabbiner Avraham Shemtov, einer der Gründungsmitglieder. Yehuda Krinsky hat das Amt des Sekretärs inne und koordiniert die Zweige für Erziehung und soziale Fragen der Chabad-Bewegung. Der Dachverband unterhält auch offizielle Zweigstellen in anderen Ländern, zum Beispiel in Österreich oder in Israel.